# Théâtre de marionnettes académique municipal de Kiev
Ne doit pas être confondu avec Théâtre de marionnettes académique de Kiev.
Le théâtre de marionnettes académique municipal de Kiev x(ukrainien : Київський муніципальний академічний театр ляльок) est un théâtre de marionnettes situé sur la rive gauche du Dniepr à Kiev.